# Пјано Д'Агацио (Катанцаро)
Пјано Д'Агацио је насеље у Италији у округу Катанцаро, региону Калабрија.
Према процени из 2011. у насељу је живело 771 становника. Насеље се налази на надморској висини од 50 м.